# جام باشگاه‌های جهان کوچک ۱۹۶۵
جام باشگاه‌های جهان کوچک ۱۹۶۵ که از سال ۱۹۶۳، آن را جام کاراکاس می‌نامند، هشتمین دوره از مسابقات جام باشگاه‌های جهان کوچک بود که در روزهای ۲۷ مرداد و ۲ شهریور ۱۳۴۳ بین دو باشگاه اتلتیکو مادرید و بنفیکا برگزار شد.

## شرکت کنندگان
| تیم            |
| -------------- |
| اتلتیکو مادرید |
| بنفیکا         |

## بازی‌ها
| اتلتیکو مادرید | ۲–۲ | بنفیکا |
| -------------- | --- | ------ |
|                |     |        |

| بنفیکا | ۳–۰ | اتلتیکو مادرید |
| ------ | --- | -------------- |
|        |     |                |

## جدول نهایی
| تیم            | امتیاز | بازی | برد | تساوی | باخت | گل زده | گل خورده | تفاضل |
| -------------- | ------ | ---- | --- | ----- | ---- | ------ | -------- | ----- |
| بنفیکا         | ۳      | ۲    | ۱   | ۱     | ۰    | ۵      | ۲        | ۳     |
| اتلتیکو مادرید | ۱      | ۲    | ۰   | ۱     | ۱    | ۲      | ۵        | -۳    |

## قهرمان
| قهرمان جام باشگاه‌های جهان کوچک ۱۹۶۵ |
| ----------------------------------- |
| بنفیکا                              |
| اولین قهرمانی                       |